# Three Days Grace (албум)
Three Days Grace е първият албум на бандата Three Days Grace пуснат в продажба на 22 юли 2003 година.

## Сингли
1. I Hate Everything About You
2. Just Like You
3. Home

#### Стандартно издание
Всички песни са написани от Three Days Grace и Гавин Браун, освен където е отбелязано.
1. Burn – 4:27
2. Just Like You – 3:06
3. I Hate Everything About You – 3:51
4. Home – 4:20 (Three Days Grace, Гавин Браун, S. Wilcox)
5. Scared – 3:13 (Three Days Grace, Мат Уалст)
6. Let You Down – 3:44
7. Now or Never – 3:01
8. Born Like This – 3:32
9. Drown – 3:28
10. Wake Up – 3:24
11. Take Me Under – 4:18
12. Overrated – 3:30

#### Луксозна версия
1. I Hate Everything About You (Live Acoustic – Rolling Stone Original (EP))
2. Are You Ready?
3. Drown (Live Acoustic – Rolling Stone Original (EP))

#### Японски бонус трак
1. Are You Ready? – 2:49

#### iTunes версия
1. I Hate Everything About You (Live Acoustic Version) – 3:57
2. Are You Ready? – 2:49
3. Drown (Live Acoustic Version) – 4:05

#### Двоен диск
1. I Hate Everything About You – 3:54
2. Home (Alternate Version) – 3:22
3. Just Like You – 4:05
4. Making of Just Like You – 4:38

## Рецензии
Three Days Grace стига до десетката на Канадския топ 10 и достига 100 място в Билборд 200, както и номер едно в класацията Bilboard Heartseeker. Сингълът I Hate Everything About You достига номер едно в Канада и челната десетка в САЩ и световните рок чартове през 2003. Вторият сингъл Just Like You също стига върховете на класациите в Канада. Гавин Браун печели награда Juno за своята работа върху албум и Try Honestly на Billy Talent на наградите Juno през 2004. Групата е номинирана за нова група на годината, но губи от Billt Talent.

## Ограничен тираж CD/DVD
Бандата пуска ограничен тираж CD/DVD на своя дебютен албум на 24 октомври 2004. DVD-то включва неиздаваната дотогава Are You Ready?; видеото на I Hate Everything About You, Just Like you и Home; алтернатвина версия на Home и Just Like You с кадри от сцената и зад нея; студийно изпълнение включващо акустичните версии на Just Like You, Drown. Wake up и I Hate Everything About You; кадри от концерта в Бразилия, включително и песените Burn. Wake up и Scared; Just Like You изпълнена на живо през юли 2004; бонус зад кадър; кадри от заснемането на Home и Just Like You, включително и интервю с бандата; и Words and Action с кадри на бандата докато работи.

## Места в класациите
| Chart (2009)                      | Peak position |
| --------------------------------- | ------------- |
| U.S. Billboard 200\|Billboard 200 | 69            |
| U.S. Billboard Top Heatseekers    | 2             |
| Canadian Albums Chart             | 9             |